# Rebecca Kabugho

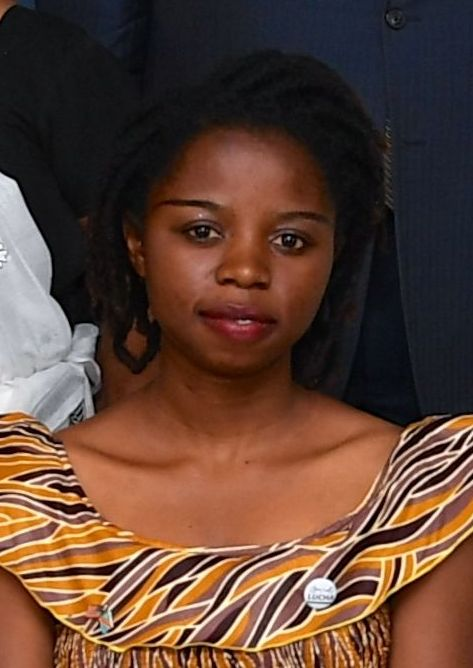
Rebecca Kabugho : International Women of Courage Award 2017

Rebecca Kabugho (* 3. September 1994 in Goma, Demokratische Republik Kongo) ist eine Aktivistin in der Bürgerbewegung Lutte Pour Le Changement (LUCHA) in der Demokratischen Republik Kongo. Sie wurde bekannt als weltweit jüngste Gefangene aus Gewissensgründen.

## Leben
Rebecca Kabugho hat vier Schwestern und einen Bruder. Ihr Bruder, Gautier Misonia, beschreibt, dass sie bereits in ihrer Kindheit innerhalb der Familie sehr gerechtigkeitsliebend war und offen ihre Meinung gesagt habe.
Rebecca unterstützte die aktivistischen Tätigkeiten ihres älteren Bruders. Er erhielt die Erlaubnis der Mutter, seine Schwester im März 2013 zu einem Demonstrationsmarsch mitzunehmen. Dort traf sie viele Mitglieder von LUCHA und engagierte sich fortan in der Bewegung. Die Organisation setzt sich dafür ein, durch gewaltfreien Widerstand Veränderungen im Kongo durchzusetzen. Der Aktivist Fred Bauma berichtet von Kabughos erstem aktiven Einsatz mit LUCHA; im November 2014 halfen die Aktivisten Flutopfern in Kalehe, Süd-Kivu, wobei Kabugho eine leitende Rolle übernahm, wenngleich sie noch ganz neu aktiv dabei war.
Kabugho studiert an der Université Libre des Pays des Grands-Lacs Psychologie. Die Wahl dieses Studiengangs findet Bauma bemerkenswert, da es zeige, dass Kabugho nicht von politischen Theorien in ihr Engagement getrieben würde, sondern es „etwas Angeborenes, Inneliegendes“ (Fred Bauma: International Business Times) sei, das sie antreibe. Sie war im dritten Jahr ihres Studiums, als sie zum ersten Mal festgenommen wurde.

### Festnahmen
Im Februar 2016 wurden Kabugho und fünf ihrer männlichen Kollegen festgenommen. Dem LUCHA-Mitglied Jean Bwenge zufolge wurden die sechs im Schlaf überrascht und gefoltert. Sie hatten Banner für eine friedvolle Demonstration vorbereitet, in der Staatspräsident Joseph Kabila dazu aufgerufen werden sollte, am 19. Dezember zum Ende seiner offiziellen Amtszeit abzutreten. Eigentlich hätten die Kongolesen zu dem Zeitpunkt schon gewählt haben sollen, aber die Abstimmung war bis auf Weiteres verschoben worden. Der Ärger darüber, dass noch immer kein Wahltermin feststand, trieb Kabugho und andere Demonstranten immer wieder auf die Straße. Es starben Menschen, weil Polizisten scharf schossen und Kriminelle die Gunst der Stunde nutzten, um alte Rechnungen zu begleichen.
Kabugho und ihre Mitstreiter wurden angeklagt, zivilen Ungehorsam geleistet zu haben. Zunächst wurde die Gruppe in einem Schauprozess zu zwei Jahren Haft verurteilt, was einen medialen Aufruhr verursachte. Daraufhin wurde die Strafe am 4. März auf sechs Monate reduziert.
Während ihrer Haft fand Kabugho in den sozialen Medien und der internationalen Presse Beachtung, da sie weltweit die jüngste Gefangene aus Gewissensgründen war. Nach einer Quelle war sie damals 21, nach einer anderen 22 Jahre alt.
Im Gefängnis litt ihr Gesundheitszustand, doch mental blieb sie stark. Fast jeden Tag brachten Freunde Essen oder Medizin ins Gefängnis. Als ihre ältere Schwester während ihrer Haftzeit verstarb, wurde ihr gestattet, die Trauerfeier zu besuchen. Dazu musste sie ihre Gefängniskleidung tragen, was sie sehr frustrierte, da sie sich wie eine Kriminelle gefühlt habe, so ein Mitstreiter. Frei reden konnte sie im Gefängnis nicht. Diplomaten und Journalisten durfte sie nur im Büro des Gefängnisleiters treffen, während sein Stellvertreter lauschte.
Kabugho wurde drei Wochen vor dem regulären Ende der Haftstrafe am 26. Juli 2016 aufgrund ihrer Begnadigung durch den Präsidenten wieder entlassen.
Am 19. Dezember 2016 wurden Kabugho und 18 Mitstreiter verhaftet, als sie friedlich demonstrierten. Ziel der Demonstration war der Rücktritt der verfassungswidrigen Regierung. Nach einer Woche wurden sie wieder entlassen.

“(I dream of a) New Congo where peace and justice, the security of citizens and their property is secured.”

„(Ich träume von) einem neuen Kongo, in dem Frieden und Gerechtigkeit, die Sicherheit der Bürger und deren Besitz, gesichert ist.“

## Auszeichnungen
- 2017 International Women of Courage Award des Außenministeriums der Vereinigten Staaten.[1]

Bei der Preisvergabe hieß es: Trotz starken Widerstandes, täglichen Bedrohungen und dem Risiko festgenommen zu werden, spielte Kabugho eine Schlüsselrolle in einer Serie von gewaltfreien Demonstrationen (...) Durch ihren Mut ist Kabugho eine der Hauptaktivisten von LUCHA geworden und eine Inspiration für viele junge Mädchen in ihrem Land.